# Ekvadorski savez šaha
Ekvadorski savez šaha (špa. Federación Ecuatoriana de Ajedrez), krovno tijelo športa šaha u Ekvadoru. Osnovan je 1939. godine i član je FIDE od 1939. godine. Sjedište je u Guayaquilu, Av. de las Américas, Explanada Estadio Modelo, Edificio de las Federaciones Ecuatorianas por Deportes. Član je nacionalnog olimpijskog odbora. Ekvador pripada američkoj zoni 2.4. Predsjednik je Emilio Bastidas Rodriguez (ažurirano 26. listopada 2019.).

## Vanjske poveznice
- Službene stranice  Arhivirana inačica izvorne stranice od 26. listopada 2019. (Wayback Machine)